# Thomas Todd
Thomas Todd (23 de Janeiro de 1765 – 7 de Fevereiro de 1826) foi um Juiz Associado da Suprema Corte dos Estados Unidos de 1807 até 1826. Criado na Colônia da Virgínia, estudou direito e mais tarde participou da fundação de Kentucky, onde atuou como secretário, juiz e jurista. Foi casado duas vezes e teve um total de oito filhos. Todd ingressou na Suprema Corte dos EUA em 1807 e vários de seus pareceres jurídicos foram principalmente focados em reivindicações de terras.

## Primeiros anos e formação
Todd nasceu filho de Elizabeth Richards e seu marido, Richard Todd no Condado de King and Queen, no dia 23 de Janeiro de 1765. Era o caçula de cinco filhos, todos órfãos quando Thomas era criança. Foi criado como Presbiteriano, mas como a Virgínia não tinha escolas públicas na época, teve dificuldade em aprender.
Aos 16 anos, Todd se juntou ao Exército Continental como soldado com uma tropa de cavalaria de Manchester, Virgínia, nos meses finais da Guerra da Revolução Americana. Ao voltar para casa, frequentou a Liberty Hall Academy (agora Universidade Washington e Lee) em Lexington, Virgínia, e se formou em 1783.
Todd então se tornou um tutor na Liberty Hall Academy (que mais tarde se tornou a Universidade Washington e Lee) em troca de estadia e alimentação, e se formou aos 18 anos, em 1783. Todd morava com a família de seu primo, o Juiz Harry Innes no Condado de Bedford, Virgínia e também estudou agrimensura antes de se mudar para o Condado de Kentucky (na época parte da Virgínia) com a família Innes quando Harry Innes foi nomeado para o distrito de Kentucky da Suprema Corte da Virgínia. Todd ensinou os filhos de seu primo em Danville, Kentucky, em troca de ajuda no estudo de direito.

## Carreira em Kentucky
Todd foi aceito na Ordem de Kentucky em 1786 e manteve uma advocacia privada em Danville, Kentucky de 1788 até 1801. Também ganhou influência tornando-se oficial de justiça e exerceu como secretário da Assembleia Legislativa do Estado de Kentucky após o mesmo virar um estado. Antes desse evento, Todd exerceu como secretário de dez convenções entre 1784 e 1792 que defendiam a formação do estado de Kentucky e que mais tarde redigiram sua constituição. Todd também exerceu como um dos dois delegados do Condado de Lincoln para a Câmara dos Representantes da Virgínia no mandato que terminou na formação do estado de Kentucky.
Todd também foi o primeiro funcionário da Corte de Apelações do Kentucky (no qual começaria em 1801 como um de seus juízes e começando em 1806 como chefe de justiça). Todd também possuía escravos, vinte e seis escravos na época do censo de 1820.

### Casamentos
Todd casou-se com Elizabeth Harris em 1788. Tiveram cinco filhos: Millicent (por volta de 1789–1810), Charles Stewart Todd (1791–1871; a quem seu pai enviou de volta à Virgínia para estudar na Faculdade de William e Mary, depois que foi tutorado em direito), John Harris Todd (1795–1824), Ann Maria (1801–1862) e Elizabeth Frances (1808–1892).
No dia 29 de Março de 1812, dois anos após a morte de sua primeira esposa, Todd se casou com Lucy Payne Washington, a irmã mais nova de Dolley Madison e a viúva do Major George Steptoe Washington, que era sobrinho do Presidente George Washington. Acredita-se que seja o primeiro casamento realizado na Casa Branca. Seus filhos foram: James Madison (1817–1897), William J. e Madisonia.

## Juiz da Suprema Corte
No dia 28 de Fevereiro de 1807, o Presidente Thomas Jefferson nomeou Todd como juiz associado da Suprema Corte, depois que o número de vagas na Corte foi ampliado de seis para sete pelo Congresso. O Senado dos Estados Unidos confirmou a nomeação no dia 2 de Março de 1807 e Todd foi empossado no dia 4 de Maio de 1807.
Todd exerceu sob a presidência do Juiz John Marshall. Como juiz responsável pelo circuito, incluindo de Kentucky, Tennessee e Ohio, Todd convocou a corte duas vezes por ano em Nashville, Frankfort e Chillicothe e passou os seis meses de inverno em Washington, D.C..
É um dos 19 Presbiterianos que exerceram na Corte. Exerceu na Corte até 7 de Fevereiro de 1826.

### Pareceres judiciais

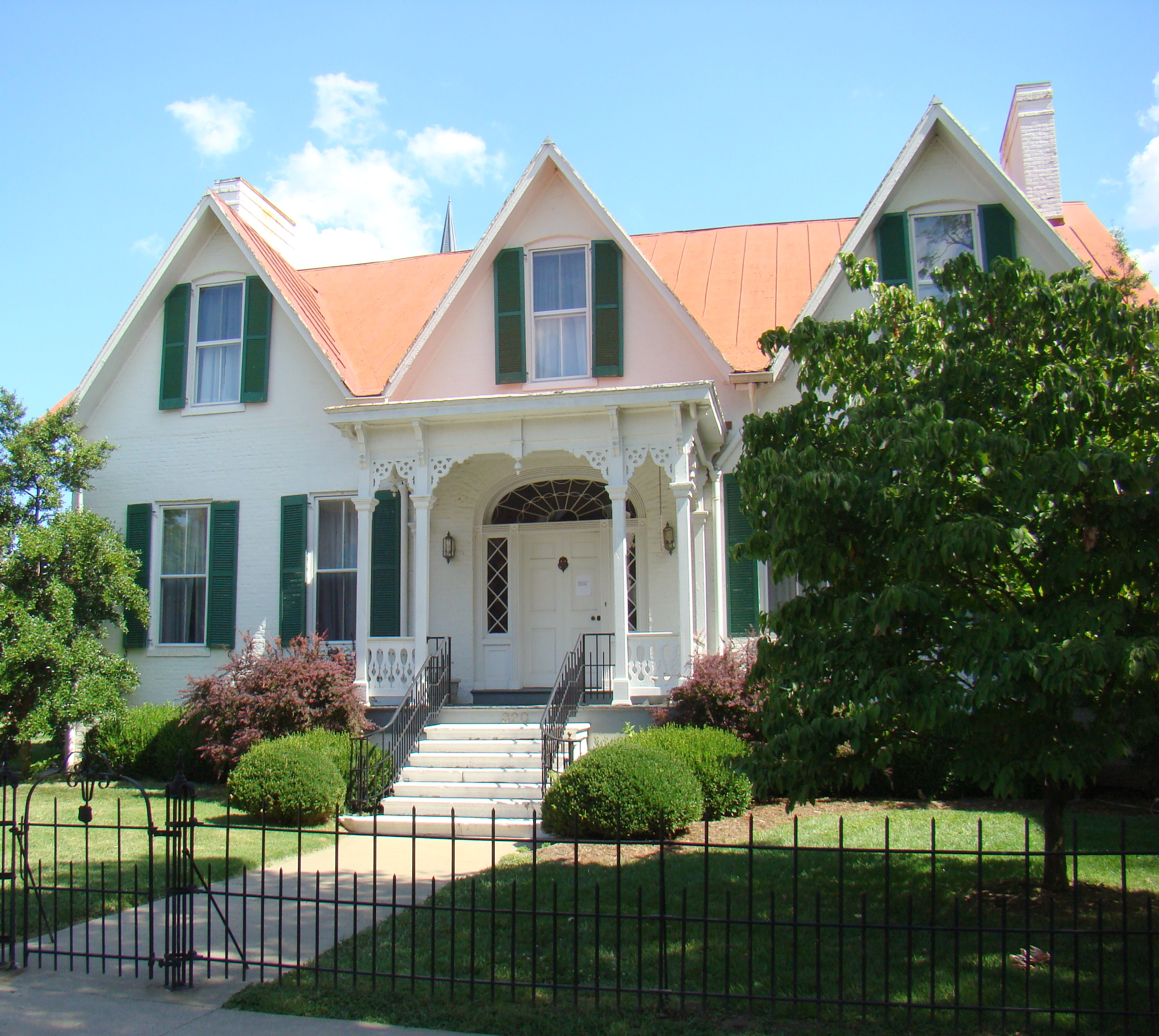
A Casa de Thomas Todd em Frankfort, Kentucky

Politicamente, Todd era um Jeffersoniano. Embora tivessem ideais políticos diferentes, Todd adotou os pareceres de Marshall sobre interpretação judicial, mas não escreveu um único parecer constitucional. Foi rotulado como o mais insignificante juiz da Suprema Corte dos EUA por Frank H. Easterbrook em The Most Insignificant Justice: Further Evidence, 50 U. Chi. L. Rev. 481 (1983). Todd escreveu apenas quatorze pareceres — onze majoritários, duas concordantes e uma discordante. Dez de seus onze pareceres majoritários envolviam disputas de terras e reivindicações de pesquisa.
O primeiro parecer relatado de Todd foi um parecer divergente do Chefe de Justiça Marshall em Finley v. Lynn. Concordou em todos os outros pareceres escritos pelo Chefe de Justiça. Um dos casos mais interessantes foi Preston v. Browder, no qual a corte sustentou o direito da Carolina do Norte de fazer restrições de reivindicação de terras a pedidos feitos em Território indígena e que violavam o Tratado de Long Island de Holston feito pelo estado no dia 20 de Julho de 1777. Seu parecer no caso Watts v. Lindsey's Heirs et al., explanou problemas de títulos de terra confusos e complicados que atormentaram os primeiros colonos de Kentucky.
O único parecer de Todd na Corte que não envolvia a lei de terras foi o seu último. Em Riggs v. Taylor, a corte fez a importante decisão processual, dada como certa, de que se uma parte pretende usar um documento como prova, então o original deve ser apresentado. No entanto, se o original estiver na posse da outra parte no processo e esta se recusar a apresentá-lo, ou se o original for perdido ou destruído, serão admitidas provas secundárias.

## Morte, propriedade e legado

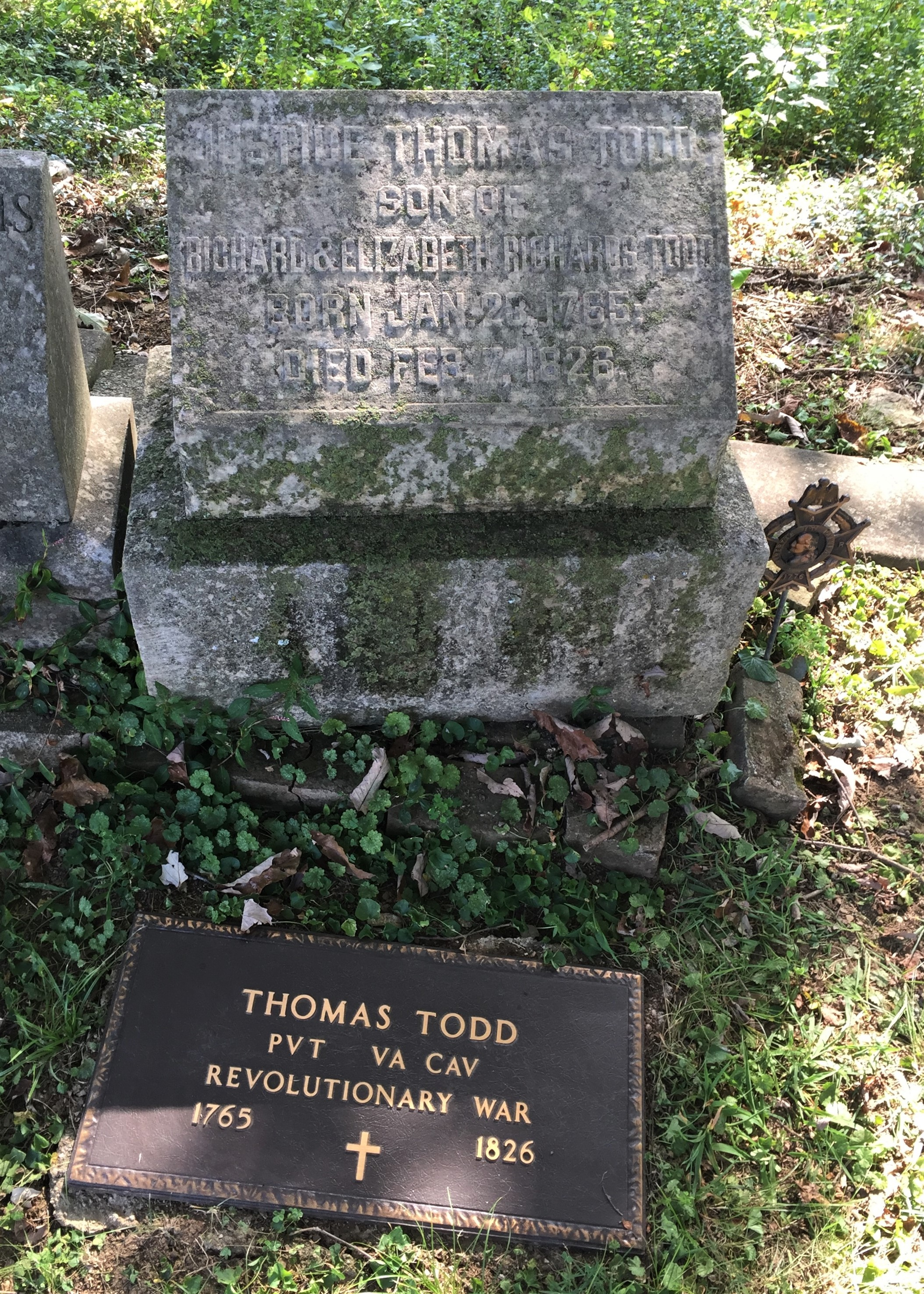
Túmulo de Thomas Todd, no Cemitério de Frankfort em Frankfort, Kentucky

Todd morreu em Frankfort, Kentucky, no dia 7 de Fevereiro de 1826, aos 61 anos. Foi inicialmente sepultado no cemitério da família Innes. Mais tarde, seus restos mortais foram removidos para o Cemitério de Frankfort, com vista para o Rio Kentucky e o Capitólio Estadual do Kentucky.
Na época de sua morte, Todd possuía propriedades reais consideráveis, particularmente em Frankfurt. Era um membro fundador da Kentucky River Company, a primeira empresa fundada para promover a navegação hidroviária de Kentucky. O inventário de sua propriedade revelou que era acionista da Rodovia de Kentucky, a primeira estrada pública melhorada a oeste de Allegheny e da ponte com pedágio de Frankfort, cruzando o Rio Kentucky. Além de sua casa, possuía mais de 7.200 acres (29 km2) de terra em todo o estado e outras vinte partes em Frankfort. Depois que seus filhos foram atendidos, nas palavras dele, em "sua proporção total", o restante de sua propriedade foi avaliado em mais de 70.000 dólares - uma grande quantia na época.
Os documentos de Todd estão mantidos em três locais:
- Sociedade Histórica em Cincinnati, Ohio
- Sociedade Histórica Filson em Louisville, Kentucky
- Universidade de Kentucky, Biblioteca Margaret I. King em Lexington, Kentucky[16]

Durante a Segunda Guerra Mundial, o Classe Liberty SS Thomas Todd foi construído em Brunswick, Geórgia e foi nomeado em sua homenagem.

## Afiliações e outras homenagens
Todd tornou-se membro da American Antiquarian Society em 1820. Também era Maçom.